# Fairy Tail
Fairy Tail (フェアリーテイル, Fearī Teiru, pronúncia japonesa do inglês fairy tail, lit. cauda de fada) é uma série de mangá escrita e ilustrada por Hiro Mashima. Os capítulos do mangá foram serializados na revista Weekly Shōnen Magazine de 2006 a 2017, com os capítulos individuais compilados e publicados em volumes tankōbon pela editora Kodansha. A história segue as aventuras de Lucy Heartfilia, uma jovem que sonha em se tornar uma maga e Natsu Dragneel, um mago adolescente que é membro da popular guilda de feiticeiros Fairy Tail que está a procura do dragão Igneel.
O mangá foi adaptado em uma série de anime produzida pela A-1 Pictures, Dentsu Inc. e Satelight, que começou a ser transmitida no Japão em 12 de outubro de 2009. Além disso, a A-1 Pictures desenvolveu sete OVAs e dois filmes de anime. A série terminou sua exibição em 30 de março de 2013. Uma segunda série estreou em 5 de abril de 2014, e terminou em 26 de março de 2016. A temporada final da série estreou no dia 7 de outubro e terminou em setembro de 2019, pela TV Tokyo.
Fairy Tail é publicado no Brasil pela editora JBC desde 2010. O anime foi exibido dublado em Portugal nos canais de televisão SIC K e SIC Radical e no Brasil era exibido no extinto canal Loading. Atualmente está disponível na HBO MAX com localização de suas aberturas e encerramentos com a produção de Rodrigo Rossi e Sidney Sohn Jr. Em abril de 2020, o mangá de Fairy Tail já tinha vendido 72 milhões de cópias. Em janeiro de 2023 a Artworks Entertaiment lançou as redes sociais oficiais da obra no Brasil e também para LATAM.

## Enredo
Lucy Heartfilia é uma jovem maga de 17 anos que deseja tornar-se uma maga evoluída. Para isso, ela terá que entrar em uma guilda de magos, para ganhar dinheiro para sobreviver e também para aprimorar suas habilidades. Assim sendo, ela chega até a cidade de Hargeon, onde encontra Natsu Dragneel e Happy.

## Produção
Depois de terminar a série de mangá Rave Master, Hiro Mashima achou a história sentimental e triste ao mesmo tempo, então ele queria que o enredo de Fairy Tail tivesse "muita diversão". Sua inspiração para a série foi simplesmente na convivência em bares e festas com seus amigos. Já a criação das magias foi inspirada na sua infância, quando ele gostava de mágicos e feiticeiros, e imaginou como seria se ele e seus amigos fossem mágicos. Mas também a série é sobre os jovens encontrarem sua vocação, como um emprego. Ele afirmou que, enquanto ele tenta considerar seus próprios interesses e a dos fãs sobre o que vai acontecer em Fairy Tail, os fãs têm precedência.
Mashima revelou sua programação semanal para a criação de capítulos individuais de Fairy Tail em 2008. O roteiro e os storyboards são escritos na segunda-feira, os esboços no dia seguinte, e a ilustração com tinta é feita da quarta-feira até a sexta-feira. Na época, ele dedica os fins de semana para produzir Monster Hunter Orage, uma série de mangá mensal que Mashima estava escrevendo ao mesmo tempo com Fairy Tail. Ele geralmente pensa em novos capítulos enquanto trabalha nos atuais. Mashima tinha seis assistentes em 2008 onde trabalharam em uma área de 80 metros quadrados com sete mesas, bem como um sofá e uma televisão para jogos eletrônicos. Em 2011, ele afirmou que ele trabalhava seis dias por semana, durante 17 horas por dia.
Para os personagens da série, Mashima se baseou em pessoas que ele conheceu em sua vida. Ao estabelecer a relação pai-filho entre Natsu e Igneel, Mashima citou a morte de seu pai quando ele era uma criança como uma influência. O enjoo de Natsu de movimentos foi baseado em um de seus amigos, que fica doente quando o autor e ele tomam táxis juntos, apesar do personagem em si não ser baseado em ninguém. Ao nomear o personagem, o autor pensava que nomes de fantasia ocidentais seriam desconhecidos para o público japonês, então ele o nomeou com o nome japonês de verão; Natsu.

## Mídias

### Mangá
Escrito e ilustrado por Hiro Mashima, os capítulos de Fairy Tail são serializados na antologia de mangá Weekly Shōnen Magazine, tendo o primeiro capítulo publicado em 2 de agosto de 2006. Os capítulos individuais são compilados e publicados em volumes tankōbon pela editora Kodansha desde 15 de dezembro de 2006. Uma edição especial da Weekly Shōnen Magazine apresentou um crossover com Yankee-kun to Megane-chan, que foi lançado em 2008. O fanbook oficial, Fairy Tail +, foi lançado em 17 de maio de 2010 no Japão. Um outro crossover com a primeira série de mangá de Mashima, Rave Master foi publicado em 2011. Uma edição especial da Weekly Shōnen Magazine, publicada em 19 de outubro de 2013, apresentava um pequeno crossover entre Fairy Tail e Nanatsu no Taizai de Nakaba Suzuki, onde cada artista desenhava um yonkoma da série do outro. Um outro crossover entre as duas séries foi publicada na revista Weekly Shōnen Magazine como um capítulo one-shot no dia 25 de dezembro de 2013.
No Brasil, o mangá é licenciado e publicado pela Editora JBC desde outubro de 2010.

#### Spin-offs
Cinco séries de mangás spin-off baseadas em Fairy Tail foram lançadas pela editora Kodansha. As duas primeiras séries - Fairy Tail Zero de Mashima e Fairy Tail: Ice Trail de Yūsuke Shirato - foram lançadas juntas com o lançamento da revista mensal intitulada Monthly Fairy Tail Magazine em 17 de julho de 2014, e foram finalizadas na edição final da revista que foi publicada em 17 de julho de 2015. Uma terceira série, Fairy Tail Blue Mistral de Rui Watanabe, foi serializada na revista de mangá shōjo Nakayoshi, de 2 de agosto de 2014 a 1 de dezembro de 2015, enquanto a quarta série, Fairy Girls de Boku, foi serializada na revista Magazine Special de 20 de novembro de 2014 a 20 de agosto de 2015. Kyōta Shibano criou uma série spin-off dividida em três partes intitulada Fairy Tail Gaiden, que foi serializada na revista semanal de aplicativos móveis Maganize Pocket. A série começou em 2015 com Kengami no Sōryū sendo serializado de 30 de julho a 4 de novembro, sendo continuada por Rhodonite que foi serializada de 18 de novembro de 2015 a 30 de março de 2016, e concluída com Raigō Issen que foi serializada em 2016 de 4 de maio a 14 de setembro.

### Anime
A-1 Pictures, Dentsu Entertainment e Satelight produziram uma adaptação do mangá em uma série de anime. O anime, também intitulado Fairy Tail e dirigido por Shinji Ishihira, estreou na TV Tokyo em 12 de outubro de 2009. A série foi finalizada em 30 de março de 2013, com reprises começando a serem exibidas em 4 de abril de 2013 sob o título Fairy Tail Best!. 41 volumes de DVD contendo quatro episódios cada um da série foram lançados. Em 4 de março de 2013, Mashima anunciou em sua conta no Twitter que o anime ainda não terminaria, e confirmou em 11 de julho que uma sequência da série começaria a ser produzida. A série sequela foi oficialmente confirmada na revista Weekly Shonen Magazine em 28 de dezembro de 2013 em um capítulo de edição especial. A sequela foi produzida pela A-1 Pictures e Bridge, com desenhos de personagens de Shinji Takeuchi; os dubladores da série original também retornaram ao projeto junto com o diretor Shinji Ishihira e o roteirista Masashi Sogo. A segunda série começou a ser exibida na TV Tokyo em 5 de abril de 2014 e foi finalizada em 26 de março de 2016. Em 22 de março de 2016, Mashima anunciou mais uma vez via Twitter que uma nova série de Fairy Tail está em produção. Em 5 de abril de 2018, Mashima, em seu Twitter, anunciou que sua última temporada será iniciada na primavera (outono japonês).
Em Portugal, a primeira série de anime começou a ser exibida dublada em 3 de junho de 2013 no canal SIC K. A partir do dia 2 de janeiro de 2017, o canal SIC Radical começou a transmitir o anime e dar continuidade a série com novos episódios dublados. No Brasil e em Portugal, o anime é exibido legendado no Crunchyroll. No Brasil é dublado no estúdio Imagine Sound Thinking e Som de Vera Cruz, sendo exibido dublado na plataforma HBO Max.

### Filme
Em 2012, o anime ganhou uma versão em filme, também num novo estilo, diferente das animações em anime, foi estreado no dia 18 de agosto no Japão, no mesmo ano. O filme foi licenciado pela Funimation e foi lançado em DVD e blu-ray em 27 de Novembro de 2013.[carece de fontes?] O filme foi intitulado como Fairy Tail: Hōō no Miko.
Foi anunciado, na edição 25 da Weekly Shonen Magazine o lançamento do segundo filme de Fairy Tail, que está em produção, A revista está anunciando a arte que o próprio Hiro Mashima desenhou para este novo filme. O segundo filme será lançado no dia 6 de maio de 2017, e não será canon como no outro filme. Este é o novo projeto de animação que estava em produção junto com Hiro Mashima quando anime foi paralisado em abril de 2016, foram desenhados mais de 200 sobre o filme e toda a animação dos personagens é baseada nos design que o próprio Hiro desenhou. O nome do segundo filme será intitulado como: Fairy Tail: Dragon Cry

### Recepção
O mangá começou a ser lançado pela SEKIO TAN no dia 20 de agosto de 2009, e nos EUA foi lançado pela Del Rey Manga. O mangá conta com 32 volumes + 10 capítulos separados. Do final de 2008 ao final de 2009, Fairy Tail foi o 8º mangá mais vendido do Japão com 2.886.942 cópias vendidas. Na França, Fairy Tail ganhou o prêmio da categoria de melhor mangá shōnen (para meninos) na Japan Expo Awards 2009. E nos EUA ganhou o de melhor mangá de comédia, pela editora Del Rey Manga no SPJA Industry Awards. Hiro Mashima também lançou um one-shot denominado Fairy Tail X Rave Master, que é um crossover entre Fairy Tail e o mangá anterior de Hiro Mashima, Rave Master
Em 12 de outubro de 2009, ganhou uma adaptação para anime, sendo "confirmado" que no Japão, a série terminaria no episódio 48, porém a edição 42 da revista Shōnen Magazine confirmou que o anime ganharia uma nova temporada em 2011. Segundo o diretor Shinji Ishihira, a Segunda Temporada começaria de acordo com a história do capítulo 131 do mangá, intitulado “Nirvana”.
O anime produzido pela A-1 Pictures e Satelight foi ao ar pela primeira vez no Japão pelo canal TV Tokyo. Recentemente, o anime deu uma pausa no episódio 175 e retornou no dia 5 de Abril de 2014. E na sequência, houve outra pausa no dia 27 de março de 2016 e sem previsão de retorno.
A série também conta com um CD oficial com a trilha sonora do anime que foi lançado no Japão no dia 6 de janeiro de 2010. O primeiro DVD oficial do anime saiu dia 29 de janeiro do mesmo ano e conta com apenas quatro capítulos da série. Um filme foi lançado em agosto de 2012, baseado no anime, cujo título é Fairy Tail the Movie: The Phoenix Priestess. A série também ganhou um game exclusivamente para PSP, o jogo foi desenvolvido pela Konami, e foi lançado dia 3 de julho de 2010 no Japão e é exclusivo para PSP. Fairy Tail Portable Guild permitirá partidas entre até 4 jogadores simultâneos, além de possuir vastos tipos de roupas e acessórios para dar uma customizada nos lutadores. Mas a maior novidade será a inclusão de 2 personagens inéditos, ou seja, que ainda podem (ou não) aparecerem no mangá ou no anime.
Enquanto a Konami lança Fairy Tail Portable Guild, jogo de luta para o PSP, a Hudson trabalha silenciosamente em um game baseado no mangá e anime de Hiro Mashima para o concorrente Nintendo DS. Apesar de ainda não haver muitos detalhes sobre o game, sabe-se que será focado na ação e com suporte para até 2 jogadores e terá o título de Fairy Tail Gekitou! Madoushi Kessen. O jogo está previsto chegar às lojas japonesas no dia 22 de julho de 2011 com os custos de ¥ 5.229, aproximadamente R$ 57,00.
A primeira vez que Natsu e os outros aparecem em um game, foi em Sunday x Magazine: Taisen Action. O game foi lançado dia 26 de março de 2009, e é um jogo de personagens da Weekly Shōnen Sunday VS Weekly Shōnen Magazine. Natsu e Lucy já estão presentes e são ao todo 29 personagens contando com 15 da Shōnen Magazine e 14 da Shōnen Sunday. O jogo também é para PSP. Natsu e Lucy participam do jogo com personagens conhecidos como Ban Mido (Get Backers),Minami Itsuki (Air Gear), Negi Springfield (Negima!), Inuyasha (InuYasha),Sumimura Yoshimori (Kekkaishi), e outros personagens.